# 나탈리아 산체스
나탈리아 산체스(Natalia Sánchez, 1990년 3월 27일 ~ )는 스페인의 배우이다.

## 출연 작품
- 토큰왁커스 (2007)
- 최면 (2004)